# Trnjane
Trnjane es un pueblo ubicado en la municipalidad de Negotin, en el distrito de Bor, Serbia.

## Superficie
Posee una superficie de 28,87 kilómetros cuadrados.

## Demografía
Hasta 2011 la población era de 362 habitantes, con una densidad de población de MMM habitantes por kilómetro cuadrado.